# Амали
Амалите (на латински: Amali, Amals, Amalings) са господарствен род на готите, който дава царе на остготите и по времето на Ерманарих през 4 век господства над цялото готско царство. Най-известен от този род е Теодорих Велики, който през 493 г. в Италия създава (за няколко десетилетия) Остготско царство. Амалите изчезват през 536 г. със смъртта на Теодахад. В „Песен за Нибелунгите“ и други старонемски песни се наричат амелунги, потомци на Амала.
По-долу е представена династията на Амалите.

## От Гапт до Ахиулф
1. Гапт 
  1.  Халмал 
    1.  Аугис 
      1.  Амала 
        1. Изарна
          1. Острогота, крал ок. 240, [2]
            1. Хунвил
              1.  Атал
                1. Ахиулф – наследници виж долу
                2.  Одулф

## От Ахиулф до Витигис
1. Ахиулф – виж горе
  1.  Ансила 
  2.  Едиулф 
  3.  Вултулф
  4. Ерманарих – наследници виж долу
    1. Валараванс
      1. Винитар, X 376, крал, [3]
        1. Вандалар, крал
          1. Валамир, * ок. 425, X 470, крал 440, [4]
          2. Видимир, крал, † 473, [5]
            1. Видимир млади

          3. Тиудимир, крал 470, † 475; ∞ NN; Конкубина: Ерелиева * ок. 435/440, † сл. 490, [6]
            1. Теодис, † 481
            2. Теодорих Велики (майка Ерелиева), * ок. 454, † 30 август 526 в Равена, 471 крал на остготите; ∞ 493 Аудофледа, * ок. 470, † сл. 526, дъщеря на Хилдерих I, крал на франките, [7] и [8] (меровингите)
              1. Амалазунта, * 496, † убита на 30 април 535 на остров Мартана в Лаго ди Болсена, Лацио, кралица 526; ∞ I 515, * ок. 480 † 522 (в. д.), [9] и [10]
              2. (извънбрачно) Теудигота, * ок. 475/80, † сл. 500; ∞ Аларих II, † 507, крал на вестготите (балти), [11]
                1. Амалрих, * 502, † 531, крал на вестготите, [12]

              3. (извънбрачно) Острогота (кралица), * ок. 475/480, † сл. 500; ∞ Сигизмунд, крал на бургундите, † 523 [13]

            3. Теодимунд, * ок. 450, X 479, [14]
            4. Амалафрида (майка: Ерелиева), * ок. 455/460, † убита 525; ∞ I NN; ∞ II 500 Тразамунд, крал на вандалите, ок. 460, † 6 май 523, [15]
              1. (I)Теодахад, * ок. 480, † убит декември 536, крал ноември 534; ∞ I Готелиндис, [16]
                1. (I) Теудегизклос (може би идентичен с Теудигизел, крал на вестготите 548/549), [17]
                2. Теоденанта

              2. (I) Амалаберга, * ок. 495, † сл. 540; ∞ 510 Херминафрид, крал на тюрингите, † убит 534, [18]
                1. Амалафрид, * ок. 511, † сл. 540, византийски офицер, [19]
                2. Роделинда ∞ Аудоин, крал на лангобардите, † 561

## Клон на Ерманарих
1. 1. Ерманарих, * ок. 266, † 376, крал 350; ∞ Сунилда, † ок. 375, [20] и [21] – виж горе
    1. Хунимунд, крал 390 г.
      1.  Гезимунд (несигурно)
      2. Торизмунд, † малко сл. 400, крал ок. 400, [22]
        1.  Беримунд 
          1.  Видерих 
            1. Еутарих, * ок. 480, † 522; ∞ 515 Амалазунта, дъщеря на Теодорих Велики, † 30 април 535 (в. горе), [23] и [24]
              1. Аталарих, * 516, † отровен 2 октомври 534, крал 526, [25]
              2. Матазуента, * ок. 518/520, † сл. 550; ∞ I 537 Витигис, крал на остготите 536 – 540, † 542; ∞ II 548 Герман Юстин, (генерал, Germanus), братовчед или племенник на Юстиниан I, † есента 550, [26] и [27]
                1. (II) Герман Постум Цезар, * 550/551, † 605